# Rhabdastrella trichophora
Rhabdastrella trichophora är en svampdjursart som först beskrevs av Claude Lévi 1989.  Rhabdastrella trichophora ingår i släktet Rhabdastrella och familjen Ancorinidae.
Artens utbredningsområde är Filippinerna. Inga underarter finns listade i Catalogue of Life.